# مارچلو بالدی
مارچلو بالدی (ایتالیایی: Marcello Baldi؛ ‏ ۱ اوت ۱۹۲۳ – ۲۲ ژوئیهٔ ۲۰۰۸) کارگردان فیلم و فیلم‌نامه‌نویس اهل ایتالیا بود.
از فیلم‌هایی که وی در آن‌ها نقش داشته‌است، می‌توان به قطار شب به میلان اشاره نمود.